# Mombasa (género)
Mombasa es un género de insecto coleóptero de la familia Chrysomelidae.

## Especies
Las especies de este género son:
- Mombasa armicollis Fairmaire, 1884
- Mombasa magna (Weise, 1900)
- Mombasa subinermis Fairmaire, 1884